# رئيس لاتفيا
إن رئيس لاتفيا ((باللاتفية:  Latvijas Valsts prezidents)‏ تترجم حرفيا.  رئيس دولة لاتفيا) هو رأس الدولة والقائد الأعلى من القوات المسلحة اللاتفية من  جمهورية لاتفيا .
مدة المنصب أربع سنوات. قبل عام 1999 ، كانت ثلاث سنوات. يجوز انتخاب الرئيس في أي عدد من المرات ، ولكن ليس أكثر من مرتين على التوالي.
في حالة خلو منصب الرئيس ، يتولى رئيس البرلمان مهام الرئيس. على سبيل المثال ، بعد وفاة يانيس شاكستن ، كان بولس كالنيش ، رئيس مجلس النواب ، رئيسًا بالإنابة لفترة وجيزة في عام 1927 حتى يمكن انتخاب رئيس جديد.
إن دور رئيس لاتفيا ليس شرفيًا بالكامل ، فالرئيس يتقاسم السلطة التنفيذية مع مجلس الوزراء و رئيس الوزراء. ومع ذلك ، فإن الرئيس ليس مسؤولاً سياسياً عن تنفيذ جميع الواجبات ، ويجب أن يتم التوقيع على جميع الأوامر الرئاسية من قبل أحد أعضاء مجلس الوزراء - عادة رئيس الوزراء.
الرئيس الحالي هو إدغار رينكيفيتش, وزير خارجية لاتفيا ، الذي  انتخب من قبل البرلمان السايما في 31 مايو 2023 بعد ثلاث جولات من التصويت ، وبدأ ولايته التي تبلغ مدتها أربع سنوات في 8 يوليو 2023. جعل هذا رينكيفيتش أول رئيس دولة مثلي الجنس بشكل علني من أي دولة عضو في الاتحاد الأوروبي.

## قائمة الرؤساء
الأحزاب
| - المركز الديمقراطي - حزب العمال الاشتراكي الديمقراطي اللاتفي - اتحاد المزارعين في لاتفيا - الجبهة الشعبية لاتفيا | - طريقة لاتفيا - اتحاد الخضر والمزارعين - حزب الخضر اللاتفي - مستقل |

الحالة
| الرقم                                            | الصورة         | الإسم (الميلاد-الوفاة)           | مدة المنصب     | مدة المنصب                    | الحزب السياسي                           |
| ------------------------------------------------ | -------------- | -------------------------------- | -------------- | ----------------------------- | --------------------------------------- |
| 1                                                |                | يانيس شاكستن (1859–1927)         | 17 ديسمبر 1918 | 14 نوفمبر 1922                | المركز الديمقراطي                       |
| 1                                                | 14 نوفمبر 1922 | يانيس شاكستن (1859–1927)         | 14 مارس 1927   |                               | المركز الديمقراطي                       |
| —                                                |                | بولس كالنينس (1872–1945)         | 14 مارس 1927   | 8 إبريل 1927                  | حزب العمال الاشتراكي الديمقراطي اللاتفي |
| 2                                                |                | جوستافس زيمجالس (1871–1939)      | 8 أبريل 1927   | 11 أبريل 1930                 | المركز الديمقراطي                       |
| 3                                                |                | البيرتس كفيسيس (1881–1944)       | 11 أبريل 1930  | 15 مايو 1934                  | اتحاد المزارعين في لاتفيا               |
| (3)                                              | 16 مايو 1934   | البيرتس كفيسيس (1881–1944)       | 10 أبريل 1936  | مستقل                         |                                         |
| 4                                                |                | كارليس أولمانيس (1877–1942)      | 11 أبريل 1936  | 21 يوليو 1940                 | مستقل                                   |
| الاحتلال العسكري (21 يوليو 1940 – 21 أغسطس 1991) |                |                                  |                |                               |                                         |
| —                                                |                | أناتولي جوربونوف (مواليد 1942)   | 21 أغسطس 1991  | 13 فبراير 1993                | الجبهة الشعبية لاتفيا                   |
| (—)                                              | 13 فبراير 1993 | أناتولي جوربونوف (مواليد 1942)   | 8 يوليو 1993   | طريقة لاتفيا                  |                                         |
| 5                                                |                | غونتيس أولمانيس (مواليد 1939)    | 8 يوليو 1993   | 8 يوليو 1999                  | اتحاد المزارعين في لاتفيا               |
| 6                                                |                | فيرا فايك فريبيرجا (مواليد 1937) | 8 يوليو 1999   | 8 يوليو 2007                  | مستقل                                   |
| 7                                                |                | فالديس زاتلرز (مواليد 1955)      | 8 يوليو 2007   | 8 يوليو 2011                  | مستقل                                   |
| 8                                                |                | أندريس برزينش (مواليد 1944)      | 8 يوليو 2011   | 8 يوليو 2015                  | اتحاد الخضر والمزارعين                  |
| 9                                                |                | ريموندز فيجونس (مواليد 1966)     | 8 يوليو 2015   | 8 يوليو 2019                  | حزب الخضر اللاتفي                       |
| 10                                               |                | إيغيلز ليفيتس (مواليد 1955)      | 8 يوليو 2019   | 8 يوليو 2023                  | مستقل                                   |
| 11                                               |                | إدغار رينكيفيتش (مواليد 1973)    | 8 يوليو 2023   | (تنتهي المدة في 8 يوليو 2027) | مستقل                                   |

## إنظر أيضا
- قوائم أصحاب مناصب